# The Abyss (film)
The Abyss is een Amerikaanse sciencefictionfilm die werd geschreven en geregisseerd door James Cameron. De hoofdrollen werden gespeeld door Ed Harris, Mary Elizabeth Mastrantonio en Michael Biehn. De film werd uitgebracht op 9 augustus 1989 in de Verenigde Staten.

## Verhaal
De USS Montana, een fictieve Amerikaanse kernonderzeeër van de Ohioklasse, komt in de buurt van de Kaaimantrog in aanraking met een buitenaards wezen en vaart na verlies van de hydrauliek tegen een klif en zinkt. De Russische Marine is dichtbij en ook een orkaan zal over het gebied trekken. Een Amerikaans marineteam opzetten om de bemanning van de kernonderzeeër te redden zal te veel tijd kosten, vandaar dat een team dat werkt aan een onderwater-olieplatform wordt gevraagd mee te helpen de bemanning van de onderzeeboot te redden. Onder de teamleden van het olieplatform Deepcore bevinden zich Bud en zijn ex-vrouw Lindsey.
Wanneer de medewerkers van de Deepcore en het Navy SEALs-team dat hen begeleidt afdalen naar het wrak blijkt dat de volledige bemanning is omgekomen. Wel vinden ze er een onbekend wezen, mogelijk een buitenaards wezen. Het Navy SEALs-team besluit de kernraketten die aan boord van de gezonken onderzeeër aanwezig zijn te gebruiken om de onderzeeër te vernietigen. De ontploffing die daarbij zal ontstaan zal ook dodelijk zijn voor iedereen aan boord van de Deepcore, maar het Navy SEALs-team is van mening dat het nodig is om te voorkomen dat de Russen de kernonderzeeër kunnen onderzoeken.
Ondertussen wordt ter hoogte van het wateroppervlak het moederschip Benthic Explorer geteisterd door de orkaan. Een van de kranen aan boord valt naar beneden. Het Navy SEALs-team en de medewerkers van het olieplatform zetten zich schrap aan boord van de Deepcore voor de kraan die vermoedelijk boven op het olieplatform zal vallen, maar hij valt er net naast en valt in een diepe trog. De Deepcore wordt echter mee de trog ingesleept. Het boorplatform raakt zwaar beschadigd en meerdere compartimenten lopen onder water. Meerdere medewerkers komen om het leven, maar Bud en Lindsey weten te ontsnappen aan het water. Dan besluit het buitenaardse wezen het schip binnen te gaan en contact te maken met de personen aan boord van de Deepcore. Het wezen lijkt geen kwaad in de zin te hebben, maar Coffey, de luitenant van het Navy SEALs-team, vertrouwt het niet en stuurt een kernraket naar de trog, waar de wezens lijken te leven. In een gevecht met kleine onderzeeboten met Lindsey en Bud tegen Coffey, komt Coffey om het leven nadat zijn cabinekoepel van zijn onderzeebootje implodeert. De raket is dan al weg, door middel van een op afstand bestuurbare onderzee-robot, geprogrammeerd door Hippy (van Buds team) maar met geweld afgenomen door Coffey. De kleine onderzeeër waarin Bud en Lindsey zich nu in bevinden is lek. Terwijl Lindsey buiten bewustzijn raakt neemt Bud haar met het enige zuurstofmasker mee naar de Deepcore om haar daar weer bij bewustzijn te brengen. Na gebruik van de defibrillator lijkt Lindsey werkelijk verdronken te zijn, maar na enkele angstige minuten komt ze toch weer bij bewustzijn.
Bud realiseert zich dat zij de enigen zijn die de kernraket die op weg is naar de buitenaardse wezens kunnen stoppen. Met een duikpak van het Navy SEALs-team, dat bestendig is tegen extreme diepten en een speciaal zuurstoftoevoersysteem bevat dat met adembare vloeistof werkt, daalt Bud af naar de diepte om de kernraket te ontmantelen. Bud houdt contact met de bemanning door via een toetsenbord berichtjes door te zenden. Hij kan namelijk niet praten omdat hij ademt via vloeistof. Bud stopt de raket op tijd, maar zijn team is geschokt wanneer zij horen dat Bud niet genoeg zuurstof meer heeft om terug te keren naar de hoofdonderzeeër. Bud stuurt een berichtje naar Lindsey waarin hij uitlegt dat hij wist dat hij niet terug zou kunnen keren, maar dat hij het niet kon laten gebeuren dat de raket de wezens zal vernietigen. Hij stuurt een laatste berichtje naar Lindsey: Ik houd van je, mijn vrouw.
Op de bodem van de trog vinden de wezens Bud. Ze brengen hem naar een ruimte met zuurstof en lucht onder normale druk. De wezens blijken zeer intelligent te zijn. Op een groot scherm vertonen ze de berichtjes die Bud stuurde naar de Deepcore. De wezens laten zien dat ze de wereld met enorme golven willen laten overstromen. Met ondersteunende beelden, waarop onder andere te zien is hoe de mens de zee maar ook elkaar vernietigt, geven ze hiervoor de reden. Op het laatste moment trekken de golven zich terug. De wezens laten Bud het berichtje zien dat hij stuurde naar de Deepcore, waarin hij zegt dat hij het niet kon laten gebeuren dat de raket de wezens zal vernietigen. De wezens brengen een platform, eigenlijk hun reusachtige ark, naar het wateroppervlak. De schepen die zich aan de oppervlakte bevinden komen op het platform droog te liggen, inclusief de Deepcore met aan boord de medewerkers van het olieboorbedrijf. Bud en Lindsey worden weer herenigd en het gevaar dat de wereld zal onderstromen is geweken. Dankzij de mysterieuze krachten van de buitenaardse wezens, komt de gehele bemanning van de Deepcore en ook Bud zonder decompressie te hebben ondergaan in enkele minuten kerngezond weer naar de oppervlakte.

## Rolverdeling
| Acteur                      | Personage                 |
| --------------------------- | ------------------------- |
| Ed Harris                   | Virgil 'Bud' Brigman      |
| Mary Elizabeth Mastrantonio | Lindsey Brigman           |
| Michael Biehn               | Luitenant Hiram Coffey    |
| Leo Burmester               | Catfish De Vries          |
| Todd Graff                  | Alan 'Hippy' Carnes       |
| John Bedford Lloyd          | Jammer Willis             |
| J.C. Quinn                  | Arliss 'Sonny' Dawson     |
| Kimberly Scott              | Lisa 'One Night' Standing |

## Achtergrond
Onderwaterscènes werden opgenomen in een onafgebouwde kerncentrale bij de plaats Gaffney, gelegen in de Amerikaanse staat South Carolina. Er was 26,5 miljoen liter water nodig om de 13 meter diepe tank te vullen, waarmee het de grootste onderwaterfilmset ooit was. Door de diepte van de tank moesten zowel het personeel als de acteurs decompressie ondergaan. Om te zorgen dat er overdag "nachtopnames" gemaakt konden worden, hebben ze speciaal voor de film ruim 1 miljoen zwarte pingpongballetjes laten maken om het water aan de oppervlakte af te sluiten. Een zeil over de tank te plaatsen zou te gevaarlijk zijn. Voor achtergrondscènes werd er ook gefilmd in het grootste onderwatermeer ter wereld, gelegen in een mijn bij Bonne Terre, Missouri.
Zowel de filmploeg als de acteurs maakten lange uitputtende dagen toen de film opgenomen werd. De acteurs bleven regelmatig urenlang onder water en hadden voorafgaand aan de film een gecertificeerd duikbrevet gehaald. Onder de crew en de acteurs werden al snel bijnamen voor de film bedacht als The Son of Abyss en Life's Abyss And Then You Dive. Meerdere acteurs liepen verwondingen op, waaronder Ed Harris. Harris kwam tijdens de opnamen in conflict met James Cameron. Mary Elizabeth Mastrantonio stormde van de set af toen een cameraman tegen haar zei dat een nieuwe filmtape in de camera geladen moest worden omdat een van haar scènes telkens opnieuw opgenomen moest worden. Zowel Harris als Mastrantonio wilden niet met de pers praten over de film, en beiden hebben publiekelijk verklaard nooit meer met James Cameron samen te zullen werken.
De film won een Academy Award voor beste visuele effecten, die geproduceerd werden door Industrial Light & Magic. Het computergegenereerde wezen en de vloedgolven aan het einde van de film betekenden de doorbraak van CGI binnen de filmwereld. The Abyss werd tevens genomineerd voor een Oscar voor Beste Cinematografie, Beste Art Direction en Beste Geluid.
Het verhaal van de film is verwerkt tot een boek door Orson Scott Card. De soundtrack is uitgebracht door Varese Sarabanda.

## Trivia
- Kidd Brewer Jr., een van de acteurs in de film en een vriend van James Cameron, stierf in het premièrejaar van de film na een duikongeluk.
- Het verhaal werd zo opgebouwd dat het computergegenereerde "watertentakel", een onderwaterwezen, weggelaten kon worden wanneer het eindresultaat Cameron niet zou bevallen.
- In de scène waarin Ed Harris ademt via vloeistof hield Harris in werkelijkheid zijn adem in. Zijn onderwaterpak was gevuld met rozegekleurd water.
- Het ademen van vloeistof komt ook aan bod in de Britse science fiction televisieserie UFO van Gerry en Sylvia Anderson. In deze serie ademen de buitenaardse wezens een groenkleurige vloeistof die opgeslagen zit in de helmen en de vloeistofcontainers van hun ruimtepakken.
- De scène waarin een rat onderwater wordt gehouden en zuurstof binnen lijkt te krijgen via een speciale vloeistof is in Engeland uit de film geknipt, omdat er gedacht werd dat dit pijnlijk voor de rat zou zijn. De ratten stierven niet in de scènes en een van de ratten werd een huisdier van James Cameron.
- De vloedgolven aan het einde van de film werden pas in 1992 geproduceerd, al ruim nadat de film zijn bioscooppremière beleefde. Hiervoor werd de computersoftware gebruikt die ook was ingezet voor Terminator 2: Judgment Day. Toen de vloedgolven geproduceerd waren door special effects-bedrijf Industrial Light & Magic bleek dat de originele geluidseffecten weggegooid waren, en ook Alan Silvestri, de oorspronkelijke componist, was niet beschikbaar voor de film. Bob Garrett kreeg de opdracht het geluid voor de film gedeeltelijk opnieuw te bewerken. De nieuwe versie van de film werd in de vorm van een "special edition" opnieuw uitgebracht in februari 1993 en was een groot verkoopsucces.